# Estação São Bento (SuperVia)
São Bento foi uma estação de trem do estado do Rio de Janeiro. Ficava localizado entre a estação de Gramacho e Campos Elíseos. 

A partir de estação seguia a ligação entre a linha Auxiliar e a linha Leopoldina.
Atualmente não se encontra mais resquício da estação, parte da ligação que unia a linha Auxiliar a linha Leopoldina foi invadida, surgindo assim o bairro Parque São Bento, em Duque de Caxias.